# Gieorgij Dobrowolski

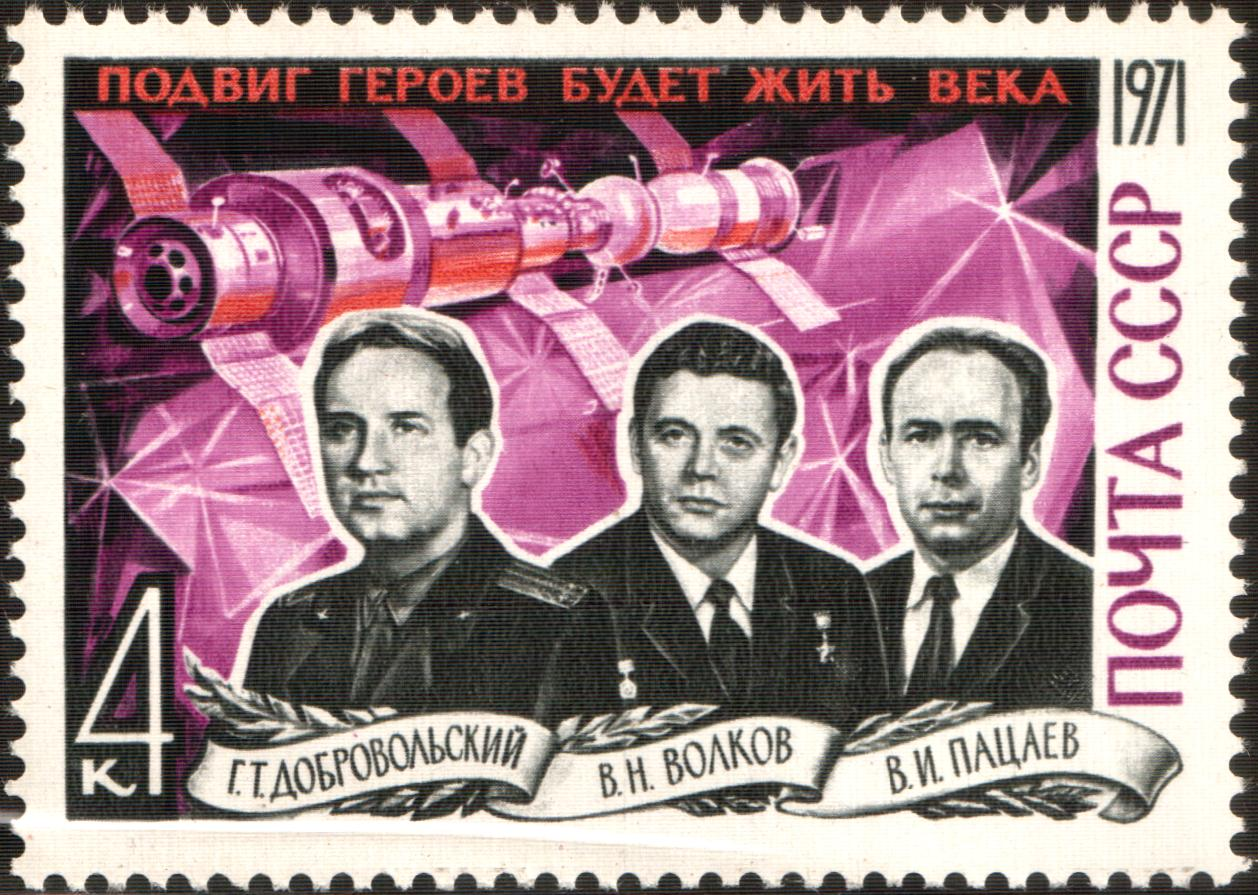
Radziecki znaczek upamiętniający tragiczną misję Sojuza 11. Od lewej: Dobrowolski, Wołkow i Pacajew

Gieorgij Timofiejewicz Dobrowolski (ros. Георгий Тимофеевич Добровольский; ur. 1 czerwca 1928 w Odessie, zm. 29 czerwca 1971 w przestrzeni kosmicznej) – radziecki kosmonauta, Lotnik Kosmonauta ZSRR.

## Życiorys
Po ukończeniu wojskowej szkoły lotniczej pełnił służbę jako pilot myśliwski, następnie po złożeniu egzaminów w Akademii Lotniczej, przygotowywał się w grupie kosmonautów do pierwszego lotu w kosmos.
Brał udział w jednym locie kosmicznym. 6 czerwca 1971 wystartował w kosmos na pokładzie statku Sojuz 11. Był dowódcą trzyosobowej załogi, która jako pierwsza w historii astronautyki pracowała na pokładzie załogowej stacji kosmicznej (Salut 1). Razem z nim udział w misji brali Władisław Wołkow oraz Wiktor Pacajew. 29 czerwca 1971, po zakończeniu prac na pokładzie stacji orbitalnej, Sojuz 11 odłączył się od niej i rozpoczął manewr lądowania. Kabina podczas tej operacji uległa rozhermetyzowaniu, a kosmonauci, którzy tak jak w czasie wcześniejszych misji Sojuzów nie posiadali skafandrów, ponieśli śmierć.
Oficjalny czas lotu wyniósł 23 dni, 18 godzin, 21 minut i 43 sekundy.

## Upamiętnienie
Pośmiertnie został uhonorowany tytułem Bohatera Związku Radzieckiego, Lotnika Kosmonauty ZSRR oraz Orderem Lenina.
Na jego cześć jedną z planetoid nazwano (1789) Dobrovolsky. Jego nazwisko nosi też krater na Księżycu oraz jedna z ulic na Osiedlu Kosmonautów w Poznaniu.
Stowarzyszenie Uczestników Lotów Kosmicznych (Association of Space Explorers) przyznało mu pośmiertnie Universal Astronaut Insignia za lot orbitalny (nr 52).